# تکواژگونه
تکواژگونه یا الومورف (به انگلیسی: Allomorph) یک واحد زبان‌شناختی است و زمانی به کار می‌رود که یک واحد معنایی دارای چند صورت آوایی باشد. 
تکواژگونه معمولاً از چند واج تشکیل شده‌است. تغییرات صورتهای آوایی یک تکواژ تحت قواعد واجی صورت میگیرد. از این رو مطالعه صورتهای مختلف یک تکواژ منجر به شناخت این قواعد آوایی میشود. 

## واژگونه در پسوندهای انگلیسی
در زبان انگلیسی تکواژهای گوناگونی وجود دارد که در تلفظ تغییر می‌کند اما در معنا تغییری ایجاد نمیشود. تکواژ زمان گذشته و جمع از این جمله است. به‌طور مثال، تکواژ زمان گذشته در زبان انگلیسی /d/ است که  سه صورت آوایی /d/ , /t/, /id/  را دارد 
/ed/یا/Id/ در افعالی که به انسدادی لثوی (/t/ - /d/)ختم شوند. 
- 'hunted' /hʌntəd/ or 'banded' /bændəd/

/t*/ در افعالی که ریشه آخر آن با واج بی واک به جز /t/مثل 'fished' /fɪʃt/
/d*/ در افعالی که در ریشه آخر ان با واج واکدار است به جزء/d/ مثل 'buzzed' /bʌzd/
در محدودیت‌های بالا به استثناهای هر قاعده توجه کنید. این یک حقیقت رایج دربارهٔ واج است؛ اگر واج بیشترین محدودیت را دارد (مثلاً بعد از alveolar stop)، جزئی‌ترین محدودیت، اولین برابری می‌باشد که به دست می‌آید، بنابراین قوانین بالا را می‌توان دوباره چنین نوشت.
- /əd/ یا /ɪd/ زمانی که صدای آخر آن انسدادی لثوی /t/ یا /d/ است.
- /t/ زمانی که ریشه آخر آن واج بیواک است.
- /d/ در جاهای دیگر.

قانون این است که واج /t/ در ریشهٔ که آخر آن /t/ باشد نمی‌تواند بیاید و در مقابل ان اگر ریشه آخرش بی صدا باشد. واج /t/, /ed/ تلفظ می‌شود.
همچنین واج /d/ در ریشه‌ای که آخر آن /d/باشد نمی‌تواند بیاید زیرا که واج /əd/ در آن اولویت دارد و واج /d/ نمی‌تواند بعد از ریشه‌ای که آخر آن واج بی صدا است تلفظ شود. زیرا واج /t/ بر آن اولویت دارد.
ساختار زمان‌های بی‌قاعده مثل "broke" یا "was/ were" در محدودیت‌های خاص دیده می‌شوند. (زیرا آن‌ها از نظر آیتم‌های واژگانی محدود هستند، مانند فعل break) به صور مثال شما Vāk (voice) را در نظر بگیرید. سه گونهٔ واج در ریشه آن می‌باشد که علت آن پسوندهایش می‌باشد. ساختار ریشه آن هم در حالت فاعلی است و هم به صورت جمع که مربوط به ساختار ریشه‌شناسی واج می‌باشد.
Vāk (voice)*
Singular Plural*
Nominative*
/va:k/ /va:t͡ʃ-as/*
Genitive*
/va:t͡ʃ-as/ /va:t͡ʃ-a:m/*
Instrumental*
/va:t͡ʃ-a:/ /va:ɡ-bʱis/*
Locative*
/va:t͡ʃ-i/ /va:k-ʂi*/
واج/ t͡ʃ / می‌تواند در ساختار فاعلی آن دیده شود به شرطی که قبل از یک حرف با صدا بیاید.
ادغام /e/ و /o/ به /a/ راه حلی است که در حالت فاعلی در ساختار آواشناسی به آن اشاره نشد، همچنین در حالت فاعلی و کلامی آن، به این دلیل که مربوط به پروسهٔ زبان شناختی نمی‌باشد.

## تاریخچه
این اصطلاح، عموماً دارای توصیف ساختارهای آن می‌باشد. اولین در زبان نوشتاری در سال ۱۹۴۸ توسط نایدا (Nida) در زبان Language XXIV. [۱] به کار گرفته شد.